# Eleutherodactylus alcoae
Eleutherodactylus alcoae es una especie de rana de la familia Eleutherodactylidae.
Se encuentra en el centro-sur de La Española (República Dominicana y Haití). Su hábitat natural son los bosques secos tropicales o subtropicales, zonas rocosas y cuevas. Está amenazada por pérdida de hábitat.